# Aeroporto di Stovepipe Wells
L'Aeroporto di Stovepipe Wells (in inglese Stovepipe Wells Airport) è un aeroporto pubblico posto a 1,6 km (1,0 mi) ad ovest del parco nazionale della Valle della Morte che serve la Contea di Inyo in California.
L'aeroporto occupa una superficie di 10 acri (4,05 ha) ed è dotato di una pista in asfalto della lunghezza di 994 metri.